# Kai Häfner
Kai Häfner (Schwäbisch Gmünd, 10 de julho de 1989) é um handebolista profissional alemão, medalhista olímpico.

## Carreira

### Carreira nos clubes
Häfner começou sua carreira no handebol no clube da cidade natal, o TSB Schwäbisch Gmünd, antes de se transferir para o TV Bittenfeld, da 2. Bundesliga, em 2006. Depois de se transferir para o Frisch Auf Göppingen no ano seguinte, Häfner passaria quatro temporadas jogando pelos suábios, com quem venceu a DHB-Pokal em 2011.
O alemão mudou-se para o clube da Bundesliga HBW Balingen-Weilstetten em 2011. Depois de três anos, Häfner estava mais uma vez em movimento, mudando-se para o TSV Hannover-Burgdorf antes da temporada de 2014.
Ele foi para o MT Melsungen em 2019, onde passou quatro temporadas. Tendo sido capitão até 2023, Häfner saiu logo após sua função ser atribuída a Timo Kastening.
Em 2023, Häfner retornou ao agora renomeado TVB Stuttgart.

### Carreira internacional
Häfner ganhou a medalha de prata com a seleção alemã júnior no Campeonato Europeu de 2008. Um ano depois, ele ganhou o ouro no Campeonato Mundial Júnior. Em 15 de abril de 2010, ele fez sua estreia pela seleção masculina em uma partida contra a Dinamarca.
Kai Häfner integrou a Seleção Alemã de Handebol no Rio 2016, conquistando a medalha de bronze. Nos Jogos Olímpicos de Verão de 2024, em Paris, conquistou a medalha de prata no torneio masculino do handebol, após confronto na final contra a equipe dinamarquesa.